# Ayumi Miyazaki
Ayumi Miyazaki (宮崎 歩, Miyazaki Ayumi, 25 d'agost de 1971) o simplement Ayumi, és un cantant i compositor japonès.
Miyazaki ha interpretat diverses cançons de la sèrie Digimon. Va cantar el tema de l'evolució de Digimon Adventure anomenada "Brave Heart" i els seus remixes de Digimon Adventure Tri i Digimon Adventure: Last Evolution Kizuna. També va cantar els dos temes de l'evolució de Digimon Adventure 02, anomenats "Break Up" i "Beat Hit!". A més, va cantar el segon tema d'evolució de Digimon Frontier, anomenat "The Last Element". També, va col·laborar amb altres artistes de cançons de Digimon a Yūki o Uketsugu Kodomotachi e (勇気を受け継ぐ子供達へ, lit. "To the Children Who Inherit Courage") i "WE ARE Xros Heart! ver. X7". També va cantar el tema principal de Mushrambo, anomenat "Power Play".
Va compondre la música per a "Rose", la cançó de més alt nivell d'Anna Tsuchiya, que es va utilitzar com a tema d'obertura de l'adaptació a l'anime del manga Nana. També va tocar la guitarra a l'enregistrament original.
El seu pare és Naoshi Miyazaki (宮崎 尚志) i el seu germà gran és Michi Miyazaki (宮崎 道), tots dos compositors. Va ser convidat a l'Expo Anime Brasil 2006 a São Paulo.

## Digimon Singles
- Brave Heart

1. "Brave Heart" (25 de juny de 1999)
2. "Shinka de Guts~"
3. "Brave Heart (karaoke original)"
4. "Shinka de Guts" (karaoke original)

- Break Up! (10 de maig de 2000)

1. "Break Up!"
2. "Zettai All Right ~Digimental Up!~" (Armor Shinkers)
3. "Break Up! (Karaoke original)"
4. "Zettai All Right~Digimental Up!~" (Karaoke original)

- Beat Hit! (11 de febrer de 2001)

1. "Beat Hit!"
2. "Forever Friends" (Hassy)
3. "Beat Hit!" (Karaoke original)
4. "Forever Friends" (karaoke original)

- The Last Element (5 de febrer de 2003)

1. "The Last Element"
2. "Miracle Maker" (Spirit of Adventure)
3. "The Last Element" (karaoke original)
4. "Miracle Maker" (karaoke original)